# Walter Major

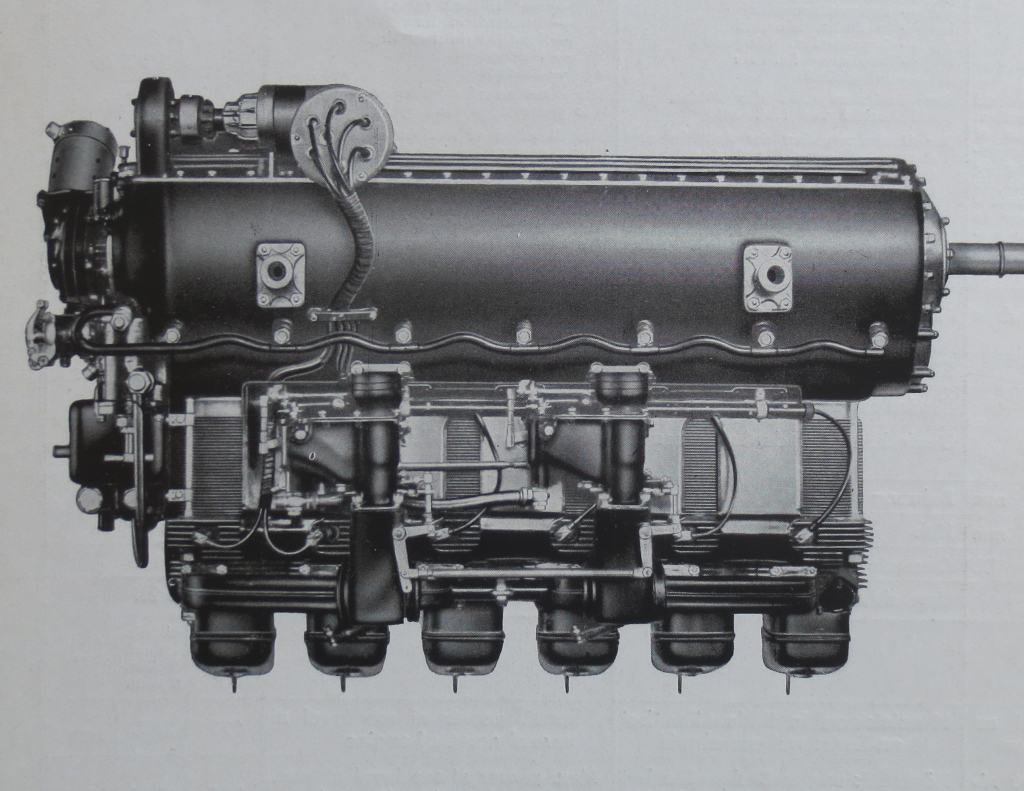
Walter Major 6 (1936)

Walter Major — серия поршневых авиадвигателей воздушного охлаждения, разработанных и производившихся чехословацкой (ныне чешской) компанией Walter в 1930-х годах.

## История
Четырёхцилиндровый двигатель Walter Major 4 был разработан в 1933 году Франтишеком Барвитиа на основе предыдущей модели компании — Walter Junior; в свою очередь, шестицилиндровый Walter Major 6 (1934) является его увеличенной версией.
Оба эти двигателя устанавливались преимущественно на лёгких самолётах. Лицензионный выпуск был развёрнут на польском государственном предприятии Państwowe Zakłady Inżynieryjne (под названием PZInż. Major 4).

## Применение

### Walter Major 4
Чехословакия
- Beneš-Mráz Be-50 Beta-Minor
- Beneš-Mráz Be-52
- Beneš-Mráz Be-56
- Beneš-Mráz Be-250
- Beneš-Mráz Be-251
- Zlin Z-XIII

 Польша
- PWS-33 Wyżeł
- PWS-35 Ogar
- RWD-13
- RWD-17
- RWD-20

 Бельгия
- SABCA S.20

 Болгария
- ДАР-8

 Испания
- González Gil-Pazó GP-4

 Великобритания
- Spartan Cruiser

 Венгрия
- Rubik R-18 Kánya

 Швейцария
- Farner WF.21

### Walter Major 6
Италия
- Breda Ba.44
- Caproni Ca.308 Borea (Bergamaschi-Borea)

 Польша
- RWD 11

 Югославия
- Рогожарски СИМ-XII-Х